# Batrisodes juvencus
Batrisodes juvencus är en skalbaggsart som först beskrevs av Brendel 1865.  Batrisodes juvencus ingår i släktet Batrisodes och familjen kortvingar. Inga underarter finns listade i Catalogue of Life.